# 1958 en Suisse
Chronologie de la Suisse
- 1954
- 1955
- 1956
- 1957
- 1958
- 1959
- 1960
- 1961
- 1962

Chronologie de la Suisse
1957 en Suisse - 1958 en Suisse - 1959 en Suisse

## Gouvernement au1erjanvier 1958
- Conseil fédéral[1]:
  - Thomas Holenstein PDC, président de la Confédération
  - Paul Chaudet PRD, vice-président de la Confédération
  - Hans Streuli PRD
  - Markus Feldmann UDC
  - Max Petitpierre PRD
  - Philipp Etter PDC
  - Giuseppe Lepori PDC

## Évènements

### Janvier
Mercredi 1er janvier 
- Début du service régulier de la télévision suisse dans les trois studios de Genève, Zurich et Lugano.

 Dimanche 19 janvier 
- Élection complémentaire en Valais. Karl Anthamatten (PDC) est élu au Conseil d’État lors du 1er tour de scrutin.
- Le tramway Vevey-Montreux-Villeneuve est remplacé par des trolleybus.

 Dimanche 26 janvier 
- Votations fédérales. Le peuple rejette, par 550 322 non (74,1 %) contre 192 297 oui (25,9 %), l’initiative populaire « contre l'abus de la puissance économique ».

 Jeudi 30 janvier 
- Inauguration du Théâtre de Carouge, avec La Nuit des rois, de William Shakespeare.
- Décès à Neuilly-sur-Seine (F), à l’âge de 79 ans, du peintre Jean-Joseph Crotti.

### Février
Dimanche 2 février 
- Décès à Berne, à l’âge de 74 ans, du linguiste Albert Debrunner.

 Mardi 11 février 
- Les CFF décident de supprimer complètement le télégraphe morse et de le remplacer par un réseau de téléscripteurs.

 Dimanche 23 février 
- Pour la douzième fois de son histoire, le HC Davos devient champion de Suisse de hockey sur glace.

### Mars
Samedi 8 mars 
- Décès à Berne, à l’âge de 76 ans, du syndicaliste Robert Grimm, organisateur de la conférence de Zimmerwald, en 1915.

 Dimanche 23 mars 
- Élections cantonales dans le canton de Vaud. Gabriel Despland (PRD), Pierre Oguey (PRD), Alfred Oulevay (PRD), Arthur Maret (PSS), Charles Sollberger (PSS), René Villard (PSS) et Louis Guisan (PLS) sont élus au Conseil d'État lors du 2e tour de scrutin.

 Mardi 25 mars 
- Chute d'un avion militaire P-16 dans le lac de Constance. Le pilote, qui avait pu faire fonctionner son siège éjectable, est sauvé par un groupe de jeunes en pédalo.

 Vendredi 28 mars 
- L'hebdomadaire alémanique lang(de) est interdit de vente en France en raison d'un article intitulé « Sieg über die Folter » (« Une victoire sur la torture »), traduction d'un texte de Jean-Paul Sartre paru sous le titre « Une victoire » dans l'hebdomadaire français L'Express, également confisqué lors de sa parution.

 Samedi 29 mars 
- Première de Monsieur Bonhomme et les Incendiaires, de Max Frisch, au Schauspielhaus de Zurich.

### Avril
Vendredi 11 avril 
- Décès à Paris, à l’âge de 68 ans, de l’ancien conseiller fédéral Marcel Pilet-Golaz.

 Lundi 21 avril 
- Décès à Interlaken, à l’âge de 49 ans, du peintre et dessinateur de presse Hans Fischer

 Mercredi 23 avril 
- Un violent incendie anéantit des kilomètres de roseaux et de buissons sur la rive sud du lac de Neuchâtel. Toute la faune est détruite.

 Jeudi 24 avril 
- Fondation à Schinznach-Bad (AG) de la Ligue suisse contre le rhumatisme.

 Vendredi 25 avril 
- La traction électrique remplace la vapeur sur la ligne Vallorbe-Pontarlier-Dole et Les Verrières-Pontarlier.

 Mardi 29 avril 
- Décès à l’âge de 75 ans, du professeur et diplomate William Rappard.

### Mai
Jeudi 1er mai 
- René Schenker, jusqu'alors directeur-adjoint de Radio-Genève, est nommé chef du programme romand de la télévision et adjoint du directeur de la TV suisse.

 Samedi 3 mai 
- L’humoriste et chansonnier Jack Rollan entreprend une tournée sous un chapiteau avec son Petit maltraité d'histoire suisse, une fantaisie en dix-huit épisodes jouée par Charles Apothéloz et la compagnie des Faux-Nez.

 Dimanche 11 mai 
- Votations fédérales. Le peuple approuve, par 419 265 oui (54,6 %) contre 348 905 non (45,4 %), les nouvelles dispositions constitutionnelles sur le régime financier de la Confédération.
- Les Young-Boys remportent pour la huitième fois le championnat de Suisse de football.

 Lundi 12 mai 
- Visite officielle d’Adolf Schärf, président de la république d’Autriche

 Samedi 17 mai 
- Une avalanche meurtrière emporte quatre alpinistes au Rothorn de Brienz (BE).

 Samedi 31 mai 
- Première du Buisson ardent, de Géo H. Blanc, au Théâtre du Jorat, à Mézières (VD), qui fête son 50e anniversaire.

### Juin
Dimanche 1er juin 
- Les tramways sont remplacés par des bus entre Thoune et Steffisbourg.
- Les citoyens de Bâle-Campagne approuvent l'initiative demandant la fusion de ce demi-canton avec celui de Bâle-Ville.

 Jeudi 13 juin 
- L’introduction du suffrage féminin est approuvé par le Conseil national (96 voix contre 43) et par le Conseil des Etats (26 voix contre 12).

 Mardi 17 juin 
- La Fédération des coopératives Migros achète 90 % du capital de la société SEBA, d'Aproz (VS) et devient ainsi sa propre productrice d'eaux minérales.

 Mercredi 18 juin 
- L’Italien Pasquale Fornara remporte le Tour de Suisse cycliste
- Mise en service de l’émetteur de télévision du Monte Ceneri.

 Jeudi 19 juin 
- Décès à Genève, à l’âge de 88 ans, du peintre Daniel Baud-Bovy.

### Juillet
Dimanche 6 juillet 
- Votations fédérales. Le peuple approuve, par 362 806 oui (61,3 %) contre 229 433 non (38,7 %), l’article constitutionnel sur le cinéma.
- Votations fédérales. Le peuple approuve, par 515 396 oui (85,0 %) contre 91 238 non (15,0 %), le contre-projet à l'initiative populaire pour l'amélioration du réseau routier.

 Jeudi 17 juillet 
- Ouverture, à Zurich, de la SAFFA (Schweizerische Ausstellung für Frauenarbeit) qui présente durant deux mois un ensemble des réalisations féminines ainsi que l'activité des grandes organisations féminines[2].

### Août
Mardi 5 août 
- Décès à Bâle, à l’âge de 77 ans, du peintre Alfred Heinrich Pellegrini.

 Samedi 16 août 
- Deux réfugiés hongrois tirent des coups de feu sur le bâtiment de la légation de Hongrie à Berne.

 Samedi 30 août 
- À l'occasion du vingt-cinquième anniversaire des Semaines musicales de Lucerne, la ville inaugure une statue d’Arturo Toscanini, fondateur du festival.

### Septembre
Samedi 6 septembre 
- Décès à Moutier (BE), à l’âge de 78 ans, de l’historien Paul-Otto Bessire.

 Mercredi 10 septembre 
- Visite officielle du roi Paul Ier de Grèce et de la reine Frederika de Hanovre.

 Mercredi 24 septembre 
- Décès à Genève, à l'âge de 20 ans, du compositeur et interprète genevois Yves Sandrier.

### Octobre
Mercredi 1er octobre 
- S’exprimant devant le Conseil national, le conseiller fédéral Paul Chaudet, chef du Département militaire fédéral, envisage la possibilité d’équiper l’Armée suisse d’engins nucléaires.

 Lundi 13 octobre 
- Le Conseil fédéral reconnaît l’indépendance de la Guinée.

 Lundi 20 octobre 
- Décès à Enges (NE), à l’âge de 76 ans, du professeur et écrivain Charly Clerc.

 Dimanche 26 octobre 
- Votations fédérales. Le peuple rejette l'Initiative populaire « pour l'introduction de la semaine de 44 heures » par 586 818 non (65,0 %) contre 315 790 oui (35,0 %).

 Mercredi 29 octobre 
- Décès à Lausanne, à l’âge de 72 ans, du pasteur William Cuendet, collectionneur de gravures bibliques d'Albrecht Dürer et de Rembrandt.

 Jeudi 30 octobre 
- Inauguration de l’émetteur de radio et de télévision de La Dôle.

### Novembre
Lundi 3 novembre 
- Décès du conseiller fédéral Markus Feldmann, victime d'une crise cardiaque dans un taxi de Berne.

### Décembre
Dimanche 7 décembre 
- Votations fédérales. Le peuple approuve, par 392 620 oui (59,9 %) contre 262 905 non (40,1 %), la modification de la constitution fédérale concernant les jeux dans les kursaals.
- Votations fédérales. Le peuple approuve, par 501 170 oui (75,2 %) contre 165 473 non (24,8 %), la convention conclue entre la Confédération suisse et la République italienne au sujet de l'utilisation de la force hydraulique du Spöl (GR).
- Les CFF  mettent en service la double voie entre Grandson et Onnens.

 Jeudi 11 décembre 
- Élection de Friedrich Traugott Wahlen (Parti des paysans, artisans et bourgeois) au Conseil fédéral.

 Mercredi 31 décembre 
- Dernier numéro de l'hebdomadaire Le Bonjour de Jack Rollan, lancé en 1952.